# Kollarik Tamás
Kollarik Tamás (Budapest, 1974. június 3. –) Magyar Filmdíj-nyertes, Balázs Béla- és Bánffy Miklós-díjas producer, jogász, egyetemi oktató, filmrendező.

## Életpályája
Dr. Kollarik Tamás az ELTE Radnóti Miklós Gimnáziumában érettségizett. 1998-ban diplomázott az ELTE BTK történelem-, illetve az Államigazgatási Főiskola igazgatásszervező szakán, 2004-ben jogi diplomát szerzett.
1998-tól a Miniszterelnöki Hivatalban dolgozott főtanácsadóként, majd 2002-től nyolc éven át képviselő volt Budapest-Zugló Önkormányzatánál. Több éven át a Budapest Film Zrt. felügyelőbizottsági tagja. Könyvkiadóként, producerként, gyártásvezetőként, ötletgazdaként, forgatókönyvíróként, szerkesztőként és szakértőként számos könyv, DVD, dokumentum- és reklámfilm megalkotásában vett részt. 2010-ben a Neumann János Digitális Könyvtár és Multimédia Központ Nonprofit Kft. ügyvezetőjévé választották, 2010 és 2012 között a Nemzeti Audiovizuális Archívum (NAVA), majd 2012 és 2015 között a "Bűvösvölgy" Médiaértés-központ vezetője.
Nemzetközi és hazai konferenciák és fesztiválok rendszeres előadója, több filmes kiadvány, szakkönyv fűződik nevéhez, a közelmúltban megjelentek: "Animációs körkép", "Mozgókép és paragrafusok", "Magyar animációs alkotók I.", "Magyar forgatókönyvírók I.".
2010-2019 között az NMHH Médiatanácsának tagja, 2011-2019 között a Médiatanács által üzemeltetett Magyar Média Mecenatúra program koordinátora. 2019-2020 között a Televíziós Mecenatúra oparatív igazgatója, a Filmkollégium elnök-helyettese, 2020-tól a Nemzeti Filmintézet Televíziós Filmkollégiumának döntőbizottsági tagja.
A Károli Gáspár Református Egyetemen, a Pázmány Péter Katolikus Egyetemen, a Színház és Filmművészeti Egyetemen, a Budapesti Metropolitan Egyetemen és a Moholy-Nagy Művészeti Egyetemen megbízott oktató, területe a filmigazgatás, filmjog. A MOME konzisztóriumi tagja. 2017-ben az ART Bizottság tagjává választották. A Filmakadémia tagja.
A Savária Nemzetközi Filmszemle, a Magenta Telefonfilmes Fesztivál, a Helyi Televíziók Országos Egyesülete Helyi Érték díjának rendszeres zsűritagja, 2020-ban a Trauner Sándor Nemzetközi filmszemle zsűrielnöke.
2019-ben megkapta a Magyar Filmdíjat. 2020-ban a film- és médiaigazgatási területen végzett kiemelkedő tevékenységének elismeréseként Bánffy Miklós-díjban részesült.

## Családja
Nős, három gyermek édesapja.

## Filmes munkái
Több reklám-, dokumentum- és ismeretterjesztő filmben dolgozott gyártásvezetőként, ötletgazdaként, forgatókönyvíróként és producerként, több filmje szerepelt a Magyar Filmszemle versenyprogramjában;
„Mesélő életek”, dokumentumfilm, szociográfia beás nyelven forgatva, Filmszemlén és a Duna TV-ben bemutatva, producer
„Ave Maria a Bombazuhatagban”, történelmi dokumentumfilm Sujánszky Jenő ’56-os hősről, gyártásvezető, szakértő
„Világos falak”, 3 részes dokumentumfilm Losonczi Áronról, az „üvegbeton” feltalálójáról, Duna TV-ben bemutatva, producer, forgatókönyvíró
„Elsodort falvak”, 5 részes dokumentumfilm, Duna TV-ben, Filmszemlén bemutatva, producer
„Fesztivál a határon”, 4 részes dokumentumfilm, MTV-ben bemutatva, főszerkesztő
„6:3, Az Évszázad mérkőzése” DVD, ötletgazda, szerkesztő
„7:3, Az Évszázad klubmérkőzése” DVD, ötletgazda, szerkesztő
„Ocskay László százados az elfelejtett hős” című film producere, ötletgazda forgatókönyvírója, nagy sikerrel vetítették idehaza a televíziók, moziban is forgalmazták, a világ számos országában bemutatták (USA, Izrael, Kanada …), továbbá az Európai Parlamentben kétszer is vetítették; a film történelmi alapkutatáson alapul, ma is rendszeresen vetítik számos múzeumban, iskolában. A filmet 2008. január 23-án mutatták be az Uránia Nemzeti Filmszínházban. Az alkotás a 39. Magyar Filmszemle versenyprogramjában is szerepelt;
„Élő történelem” című filmjét – televíziós bemutatók után – az ENSZ holokauszt emléknapja alkalmából vetítették Budapesten, Izrael miniszterelnök-helyettese Avigdor Liberman és a magyar kormány képviselője jelenlétében;
A Magyar Média Mecenatúra program ötletgazdája, létrehozója. Koordinálása alatt a Médiatanács több mint 12 milliárd forinttal járult hozzá közel 1400 kortárs magyar alkotás létrejöttéhez.  Ezek a filmek több mint 400 rangos hazai és nemzetközi elismerést értek el, amelyek közül a leghangosabb a Deák Kristóf által rendezett Mindenki c. film Oscar-díja volt. 
„A 100 éves magyar animáció” rendezvénysorozat koordinátora: a HUNIMATION Hungarian animation goes Japan, HUNIMATION, Hungarian animation goes global kötetek szerkesztője; a 100 éves a magyar animáció kiállítás és a Hirosimai Fesztiválon az Annecy Fesztiválon való részvétel egyik ötletgazdája, koordinátora;
A hollywood magyar alapítóiról szóló, filmfejlesztés alatt álló 'A közönség sohasem téved – Zukor és Fox sztori' c. egész estés dokumentumfilm társírója, társrendezője.
A 2020-ban Moholy-Nagy László születésének 125. születésnapján, az Uránia Filmszínházban bemutatott 'Moholy-Nagy 125 – A jövő fénye' c. dokumentumfilm ötletgazdája, társproducere.

## Könyvkiadói munkái
- Az „Egri Lajos – A drámaírás művészete” című könyv magyarországi kiadója, nevéhez köthető, hogy a filmes alapkönyv először, megjelenése után 62 évvel, magyar nyelven Magyarországon is kiadásra került;[17]

- "Szita Szabolcs: Ocskay László története a háborús embermentések tükrében", könyv magyarországi kiadása, ötletgazda-szerkesztő

- "Szita Szabolcs: Négy végvár Zuglóban", ötletgazda-szerkesztő

- A Kaméleon című film alapjául szolgáló "Kamu kérő" c. regény szerkesztője, kiadója

- „Nick Barkow: Szomorú vasárnap”, könyv magyarországi kiadása, ötletgazda

- "Szende László: A Rákos mezei országgyűlések története" ötletgazda-szerkesztő

- „Leonardo da Vinci meséi” 28 kortárs grafikusművész által illusztrált könyv, kiadó, ötletgazda

- „R. Kiss Kornélia: Micsoda útjaid voltak Neked – Vallomások Cseh Tamásról” könyv, kiadó

- „Réka meséi” gyermekkönyv sorozat, kiadó, ötletgazda

- "Nagy László: Szerelmesek kalauza", kiadó

## Válogatott írásai, szerkesztői munkái
- Kollarik Tamás – Varga Balázs: Mozgókép és paragrafusok” (Fundamenta Produnda 10.) Magyar Művészeti Akadémia Művészetelméleti és Módszertani Kutatóintézet, Budapest, 2018

- Kollarik Tamás – Takó Sándor: Film Financing and Audiovisual policy in Hungary after the accession to the European Union. In: Szabó Marcel – Láncos Petra Lea – Varga Réka (szerk.) Hungarian Yearbook of International and European Law. Eleven International Publishing Amsterdam, 2017. pp. 287-310.

- Kollarik Tamás – Köbli Norbert: Magyar Forgatókönyvírók I.” (Documenta Artis 1.) Magyar Művészeti Akadémia Művészetelméleti és Módszertani Kutatóintézet, Budapest, 2017

- Fülöp József – Kollarik Tamás: Animációs körkép. (Fundamenta Produnda 3.) Magyar Művészeti Akadémia Művészetelméleti és Módszertani Kutatóintézet, Budapest, 2016

- Fülöp József – Kollarik Tamás – Kurutz Márton – Mikulás Ferenc – Varsányi Ferenc (szerk.): HUNIMATION. Hungarian Animation Goes to Japan. Budapest, Moholy-Nagy Művészeti Egyetem, 2014

- Kollarik Tamás: Gyökereket és szárnyakat! Gyermekbarát tartalmak régen és most. Egy működő támogatási program: a Magyar Média Mecenatúra Macskássy Gyula pályázata.” Gabos Erika (szerk.): A Média hatása a gyermekekre és fiatalokra VII., Balatonalmádi, 2013. Budapest, Nemzetközi Gyermekmentő Szolgálat Egyesület, 2014

- Kollarik Tamás (szerk.): Mecenatúra 2015 – A Magyar Média Mecenatúra programban támogatást nyert alkotások 2011-2016. Budapest, Nemzeti Média- és Hírközlési Hatóság Médiatanácsa, 2015

- Kollarik Tamás – Vincze Zsuzsanna: Az állami felelősségvállalás, avagy a magyar állam lehetőségei és szerepe az audiovizuális művészet támogatásában. In: Cseporán Zsolt (szerk.): Az alkotás szabadsága és a szerzői jog metszéspontjai. Budapest, Magyar Művészeti Akadémia Művészetelméleti és Módszertani Kutatóintézet, 2016

- Kollarik Tamás (szerk.): Mecenatúra 2016 – A Magyar Média Mecenatúra programban támogatást nyert alkotások 2011-2016. Budapest, Nemzeti Média- és Hírközlési Hatóság Médiatanácsa, 2016

- Fülöp József – Kollarik Tamás (szerk.): Animációs körkép. A magyar animáció oktatási, intézményi, forgalmazási és pályáztatási lehetőségei – rövid történeti kitekintéssel. Budapest, Magyar Művészeti Akadémia Művészetelméleti és Módszertani Kutatóintézet, 2016

- Kollarik Tamás – Taba Miklós – Vincze Zsuzsanna: A magyar animáció támogatási lehetőségei és gyakorlata Európában és Magyarországon. Fülöp József – Kollarik Tamás: Animációs körkép. A magyar animáció oktatási, intézményi, forgalmazási és pályáztatási lehetőségei – rövid történeti kitekintéssel. Budapest, Magyar Művészeti Akadémia Művészetelméleti és Módszertani Kutatóintézet, 2016

- Kollarik Tamás: A filmkészítés intézményi háttere. Budapest, Budapesti Metropolitan Egyetem – Média- és Mozgóképművészeti Intézet, 2017

- Fülöp József – Kollarik Tamás – Taba Miklós – Vincze Zsuzsanna: Függelék. Fülöp József – Kollarik Tamás: Animációs körkép. A magyar animáció oktatási, intézményi, forgalmazási és pályáztatási lehetőségei – rövid történeti kitekintéssel. Budapest, Magyar Művészeti Akadémia Művészetelméleti és Módszertani Kutatóintézet, 2016

- Kollarik Tamás – Köbli Norbert (szerk.): Magyar Forgatókönyvírók I. Budapest, Magyar Művészeti Akadémia Művészetelméleti és Módszertani Kutatóintézet, 2017

- Köbli Norbert – Kollarik Tamás: A magyar forgatókönyvírás rövid története. In: Kollarik Tamás – Köbli Norbert (szerk.): Magyar Forgatókönyvírók I. Budapest, Magyar Művészeti Akadémia Művészetelméleti és Módszertani Kutatóintézet, 2017

- Kollarik Tamás (szerk.): Mecenatúra 2017 – A Magyar Média Mecenatúra programban támogatást nyert alkotások 2011-2017. Budapest, Nemzeti Média- és Hírközlési Hatóság Médiatanácsa, 2017

- Kollarik Tamás (szerk.): Mecenatúra 2018 – A Magyar Média Mecenatúra programban támogatást nyert alkotások 2011-2016. Budapest, Nemzeti Média- és Hírközlési Hatóság Médiatanácsa, 2018

- Kollarik Tamás – Takó Sándor: Film financing and audiovisual policy in Hungary after teh accession to the European Union. In: Szabó Marcel – Láncos Petra Lea – Varga Réka: Hungarian Yearbook of International Law and European Law 2017., Hága, Eleven International Publishing, 2017

- György Falvai – Tamás Kollarik – Anna Ida Orosz – Zsuzsanna Vincze (editorial board): HUNIMATION, Hungarian animation goes global. Budapest, Moholy-Nagy Művészeti Egyetem, 2018

- Tamás Kollarik: Hungarian animation without borders, a brief summary of the film funding scheme operating since 2011. In: György Falvai – Tamás Kollarik – Anna Ida Orosz – Zsuzsanna Vincze (editorial board): HUNIMATION, Hungarian animation goes global. Budapest, Moholy-Nagy Művészeti Egyetem, 2018

- József Fülöp – Tamás Kollarik – Márton Kurutz – Ferenc Mikulás – Ferenc Varsányi (editorial board): HUNIMATION, Hungarian animation goes to Teheran. Budapest, Moholy-Nagy Művészeti Egyetem, 2019

- Kollarik Tamás – Varga Balázs (szerk.): Mozgókép és paragrafusok A filmgyártás intézményi és szabályozási kérdései Budapest, Magyar Művészeti Akadémia Művészetelméleti és Módszertani Kutatóintézet, 2018

- Kollarik Tamás – Vincze Zsuzsanna. A nemzeti filmgyártások támogatásának kérdései Európában. In: Kollarik Tamás – Varga Balázs (szerk.): Mozgókép és paragrafusok A filmgyártás intézményi és szabályozási kérdései Budapest, Magyar Művészeti Akadémia Művészetelméleti és Módszertani Kutatóintézet, 2018

- Kollarik Tamás – Vincze Zsuzsanna. A magyar filmes szabályozási és intézményi rendszer rövid bemutatása. In: Kollarik Tamás – Varga Balázs (szerk.): Mozgókép és paragrafusok A filmgyártás intézményi és szabályozási kérdései Budapest, Magyar Művészeti Akadémia Művészetelméleti és Módszertani Kutatóintézet, 2018

- Kollarik Tamás – Vincze Zsuzsanna. A Nemzeti Média- és Hírközlési Hatóság Médiatanácsa és a Magyar Média Mecenatúra program. In: Kollarik Tamás – Varga Balázs (szerk.): Mozgókép és paragrafusok A filmgyártás intézményi és szabályozási kérdései Budapest, Magyar Művészeti Akadémia Művészetelméleti és Módszertani Kutatóintézet, 2018

- Kollarik Tamás – Fülöp József (szerk.) Magyar Animációs Alkotók I. Budapest, Magyar Művészeti Akadémia Művészetelméleti és Módszertani Kutatóintézet, 2019

- Fülöp József – Kollarik Tamás – Vincze Zsuzsanna. A sorok között. In: Kollarik Tamás – Fülöp József (szerk.) Magyar Animációs Alkotók I. Budapest, Magyar Művészeti Akadémia Művészetelméleti és Módszertani Kutatóintézet, 2019

- Kállay Eszter – Kollarik Tamás  – Takó Sándor: A Nemzeti Média- és Hírközlési Hatóság Médiatanácsa, valamint az Országos Rádió és Televízió Testület által a helyi (és körzeti) televíziók számára nyújtott támogatások jogszabályi háttere, a támogatás eszközrendszere és a támogatás mértéke 1996-2019 között. In: Annales tanulmánykötet sorozat, Tomus XII. / Annales book series, Vol. 12. 2019

- Kollarik Tamás: Csupó Gábor – A Pannónia Stúdiótól a hollywoodi csillagig (2022)